# السليمي
السليمي هي مدينة سعودية والعاصمة الإدارية لمحافظة السليمي التابعة لمنطقة حائل، بالمملكة العربية السعودية. تبعد عن مدينة حائل 180 كيلومتر على طريق المدينة المنورة - حائل بعد الغزالة بحوالي 80 كم.

## نبذة
تعود نشأة المدينة إلى أكثر من 400 سنة، فقد استقر حينها خمسة أفراد من قبيلة السليم من بني تميم وبدؤوا في تعميرها، وقد سميت المدينة نسبة إليهم. كانت بداية نشأتها عبارة عن آبار مياه تقام حولها المزارع والبساتين التي يعيش عليها عدد قليل من السكان.